# Gianni Di Gregorio
Pour les articles homonymes, voir Di Gregorio.
Gianni Di Gregorio, né le 19 février 1949 à Rome, est un acteur, scénariste et réalisateur italien.
Lors de la Mostra de Venise 2008 il remporte le prix du meilleur premier film avec Le Déjeuner du 15 août (Pranzo di ferragosto).

## Biographie
Gianni Di Gregorio a écrit le scénario de nombreux films, tout en continuant à jouer en tant qu'acteur. Parmi ses scripts les plus populaires : Gomorra (2008), film de Matteo Garrone tiré de l'œuvre de Roberto Saviano, Viva la scimmia (2002), film de Marco Colli, Sembra morto... ma è solo svenuto (1986), film de Felice Farina ...
En 2008, il réalise Le Déjeuner du 15 août (Pranzo di Ferragosto), qui reçoit le Prix Luigi De Laurentiis du meilleur premier film lors de la Mostra de Venise 2008. Il est membre du jury de ce même prix lors de la Mostra de Venise 2009.

## Filmographie

### Comme réalisateur
- 2008 : Le Déjeuner du 15 août (Pranzo di Ferragosto)
- 2011 : Gianni et les Femmes (Gianni e le donne)
- 2014 : Bons à rien (Buoni a nulla)
- 2019 : Citoyens du monde (Lontano lontano)
- 2022 : Seconde Jeunesse (Astolfo)

### Comme scénariste
- 1986 : Giovanni Senzapensieri de Marco Colli
- 1986 : Sembra morto... ma è solo svenuto de Felice Farina
- 1989 : Affetti speciali de Felice Farina
- 1991 : Naufraghi sotto costa de Marco Colli
- 2002 : Viva la scimmia de Marco Colli
- 2008 : Gomorra de Matteo Garrone
- 2008 : Le Déjeuner du 15 août (Pranzo di Ferragosto)
- 2011 : Gianni et les Femmes (Gianni e le donne)
- 2014 : Bons à rien (Buoni a nulla)
- 2019 : Citoyens du Monde (Lontano lontano)
- 2022 : Seconde Jeunesse (Astolfo)

### Comme acteur
- 1998 : Ospiti de Matteo Garrone
- 2000 : Estate romana de Matteo Garrone
- 2008 : Le Déjeuner du 15 août (Pranzo di Ferragosto)
- 2011 : Gianni et les Femmes (Gianni e le donne)
- 2014 : Bons à rien (Buoni a nulla)
- 2019 : Citoyens du Monde (Lontano lontano)
- 2022 : Seconde Jeunesse (Astolfo)

## Distinctions
- Mostra de Venise 2008 : prix du meilleur premier film (Prix Luigi De Laurentiis) pour Le Déjeuner du 15 août (Pranzo di ferragosto).
- David di Donatello du meilleur scénario en 2009 pour Gomorra.
- David di Donatello du meilleur réalisateur débutant en 2009 pour Le Déjeuner du 15 août (Pranzo di Ferragosto).
- Ruban d'argent du meilleur nouveau réalisateur en 2009 pour Le Déjeuner du 15 août (Pranzo di Ferragosto).
- Prix du cinéma européen : meilleur scénario en 2009 pour Gomorra.
- Ciak d'oro de la meilleure première œuvre en 2009 pour Le Déjeuner du 15 août (Pranzo di Ferragosto).
- Ciak d'oro du meilleur scénario en 2009 pour Gomorra.
- Nomination au Ruban d'argent du meilleur scénario en 2009 pour Gomorra.
- Nomination au Ruban d'argent de la meilleure comédie en 2011 pour Gianni et les Femmes (Gianni e le donne).
- David di Donatello 2021 : Meilleur scénario adapté pour Citoyens du Monde (Lontano lontano)